# Kończyce-Kolonia
Kończyce-Kolonia – wieś w Polsce położona w województwie mazowieckim, w powiecie radomskim, w gminie Kowala. Ma status sołectwa. Leży przy DK7.
W latach 1975–1998 miejscowość administracyjnie należała do województwa radomskiego.
Na terenie wsi znajduje się siedziba rzymskokatolickiej parafii  Niepokalanego Poczęcia Najświętszej Maryi Panny.